# Diplacina torrenticola
Diplacina torrenticola är en trollsländeart som beskrevs av Van Tol 1987. Diplacina torrenticola ingår i släktet Diplacina och familjen segeltrollsländor. Inga underarter finns listade i Catalogue of Life.